# Margherita di Danimarca (regina di Scozia)
Margherita di Danimarca (Copenaghen, 23 giugno 1456 – Stirling, 14 giugno 1486) fu regina di Scozia come la moglie di Giacomo III di Scozia.

## Biografia
Era l'unica figlia di Cristiano I di Danimarca, e di sua moglie, Dorotea di Brandeburgo-Kulmbach. Non si sa molto della sua educazione. Quando aveva quattro anni si parlava del suo matrimonio con Giacomo di Scozia.

## Matrimonio
Nel 1468 Margherita fu promessa in sposa a Giacomo di Scozia come mezzo per fermare una faida riguardo al debito che la Scozia aveva con la Danimarca per la tassazione delle Ebridi e dell'Isola di Man. Il matrimonio fu organizzato su raccomandazione del re Carlo VII di Francia. Nel luglio 1469, all'età di 13 anni sposò Giacomo III a Holyrood Abbey. Dopo il loro matrimonio, tutto il debito scozzese fu cancellato.
Ebbero tre figli:
- Giacomo IV di Scozia (17 marzo 1473-9 settembre 1513)
- Giacomo, duca di Ross (marzo 1476-gennaio 1504)
- Giovanni, conte di Mar (dicembre 1479-11 marzo 1503)

La regina Margherita ricevette la più grande dote consentita dalla legge scozzese nel suo accordo matrimoniale: un terzo delle entrate reali, insieme al palazzo di Linlithgow e al castello di Doune. Era interessata ai vestiti e ai gioielli ed era nota per essere sempre vestita all'ultima moda. Potrebbe aver insegnato a suo figlio Giacomo IV a parlare danese. Divenne una regina popolare in Scozia e fu descritta come bella, gentile e ragionevole
La relazione tra Margherita e Giacomo III non è stata descritta come felice. Secondo quanto riferito, non era molto affezionata a suo marito e aveva rapporti con lui solo per la procreazione, sebbene rispettasse la sua posizione di monarca. Una delle ragioni del loro allontanamento era il fatto che Giacomo III preferiva il loro secondo figlio al primogenito. Nel 1476, Giacomo III aveva deciso di volere la contea di Ross per il suo secondo figlio e aveva accusato il conte John MacDonald, di tradimento. MacDonald fu quindi processato davanti al Parlamento, ma su richiesta di Margherita gli fu permesso di rimanere come Lord of Parliament. Durante la crisi del 1482, quando Giacomo III fu privato del potere da suo fratello per diversi mesi, si diceva che Margherita avesse mostrato più interesse per il benessere dei suoi figli rispetto al coniuge, il che portò a un allontanamento permanente. Politicamente, ha lavorato per la reintegrazione del coniuge nei suoi poteri come monarca durante questo incidente. Dopo la crisi del 1482, la coppia visse separata: Giacomo III a Edimburgo, mentre la regina Margherita preferì vivere a Stirling con i suoi figli.

## Morte
Morì nel Castello di Stirling il 14 luglio 1486 dopo essersi ammalata e fu sepolta nell'Abbazia di Cambuskenneth. Secondo la versione data dal figlio, Margherita sarebbe stata uccisa con un veleno datole da John Ramsay, I Lord Bothwell, capo di una delle fazioni politiche.  L'abbazia è stata per lo più ridotta in rovina, a parte il suo campanile, che esiste ancora oggi. La tomba fu recintata e restaurata nel 1865 a spese della loro discendente, la regina Vittoria.
Il suo pro-pronipote Giacomo VI di Scozia sposò un'altra principessa della sua dinastia, Anna di Danimarca e da loro discendono tutti i re del Regno Unito sino ad oggi.

## Ascendenza
|                                 |                           |                                           | Genitori                                 |  |  | Nonni |  |  | Bisnonni                 |  |  | Trisnonni              |  |
|                                 |                           |                                           |                                          |  |  |       |  |  | Cristiano V di Oldenburg |  |  | Corrado I di Oldenburg |  |
|                                 |                           |                                           |                                          |  |  |       |  |  | Cristiano V di Oldenburg |  |  | Corrado I di Oldenburg |  |
|                                 |                           | Ingeborg di Itzehoe                       |                                          |  |  |       |  |  | Cristiano V di Oldenburg |  |  |                        |  |
| Dietrich di Oldenburg           |                           |                                           |                                          |  |  |       |  |  | Cristiano V di Oldenburg |  |  |                        |  |
|                                 |                           | Agnes di Hohnstein-Heringen               | Dietrich V, Conte di Hohnstein-Heringen  |  |  |       |  |  |                          |  |  |                        |  |
|                                 |                           | Agnes di Hohnstein-Heringen               | Dietrich V, Conte di Hohnstein-Heringen  |  |  |       |  |  |                          |  |  |                        |  |
|                                 |                           | Agnes di Hohnstein-Heringen               | Sophia di Brunswick                      |  |  |       |  |  |                          |  |  |                        |  |
| Cristiano I di Danimarca        |                           | Agnes di Hohnstein-Heringen               |                                          |  |  |       |  |  |                          |  |  |                        |  |
|                                 |                           | Gerhard VI, Conte di Holstein-Rendsburg   | Heinrich II, conte di Holstein-Rendsburg |  |  |       |  |  |                          |  |  |                        |  |
|                                 |                           | Gerhard VI, Conte di Holstein-Rendsburg   | Heinrich II, conte di Holstein-Rendsburg |  |  |       |  |  |                          |  |  |                        |  |
|                                 |                           | Gerhard VI, Conte di Holstein-Rendsburg   | Ingeborg di Meclemburgo-Schwerin         |  |  |       |  |  |                          |  |  |                        |  |
| Edvige di Schauenburg           |                           | Gerhard VI, Conte di Holstein-Rendsburg   |                                          |  |  |       |  |  |                          |  |  |                        |  |
|                                 |                           | Caterina Elisabetta di Brunswick-Lüneburg | Magnus II di Brunswick-Wolfenbüttel      |  |  |       |  |  |                          |  |  |                        |  |
|                                 |                           | Caterina Elisabetta di Brunswick-Lüneburg | Magnus II di Brunswick-Wolfenbüttel      |  |  |       |  |  |                          |  |  |                        |  |
|                                 |                           | Caterina Elisabetta di Brunswick-Lüneburg | Cathrin di Anhalt-Bernburg               |  |  |       |  |  |                          |  |  |                        |  |
| Margherita di Danimarca         |                           | Caterina Elisabetta di Brunswick-Lüneburg |                                          |  |  |       |  |  |                          |  |  |                        |  |
|                                 | Federico I di Brandeburgo | Federico V di Norimberga                  |                                          |  |  |       |  |  |                          |  |  |                        |  |
|                                 | Federico I di Brandeburgo | Federico V di Norimberga                  |                                          |  |  |       |  |  |                          |  |  |                        |  |
|                                 | Federico I di Brandeburgo | Elisabetta di Meißen                      |                                          |  |  |       |  |  |                          |  |  |                        |  |
| Giovanni l'Alchimista           | Federico I di Brandeburgo |                                           |                                          |  |  |       |  |  |                          |  |  |                        |  |
|                                 |                           | Elisabetta di Baviera-Landshut            | Federico di Baviera-Landshut             |  |  |       |  |  |                          |  |  |                        |  |
|                                 |                           | Elisabetta di Baviera-Landshut            | Federico di Baviera-Landshut             |  |  |       |  |  |                          |  |  |                        |  |
|                                 |                           | Elisabetta di Baviera-Landshut            | Maddalena Visconti                       |  |  |       |  |  |                          |  |  |                        |  |
| Dorotea di Brandeburgo-Kulmbach |                           | Elisabetta di Baviera-Landshut            |                                          |  |  |       |  |  |                          |  |  |                        |  |
|                                 |                           | Rodolfo III di Sassonia-Wittenberg        | Venceslao I di Sassonia-Wittenberg       |  |  |       |  |  |                          |  |  |                        |  |
|                                 |                           | Rodolfo III di Sassonia-Wittenberg        | Venceslao I di Sassonia-Wittenberg       |  |  |       |  |  |                          |  |  |                        |  |
|                                 |                           | Rodolfo III di Sassonia-Wittenberg        | Cecilia da Carrara                       |  |  |       |  |  |                          |  |  |                        |  |
| Barbara di Sassonia-Wittenberg  |                           | Rodolfo III di Sassonia-Wittenberg        |                                          |  |  |       |  |  |                          |  |  |                        |  |
|                                 |                           | Barbara di Legnica                        | Rupert I di Legnica                      |  |  |       |  |  |                          |  |  |                        |  |
|                                 |                           | Barbara di Legnica                        | Rupert I di Legnica                      |  |  |       |  |  |                          |  |  |                        |  |
|                                 |                           | Barbara di Legnica                        | Edvige di Żagań                          |  |  |       |  |  |                          |  |  |                        |  |
|                                 |                           | Barbara di Legnica                        |                                          |  |  |       |  |  |                          |  |  |                        |  |